# Împingător (navă)

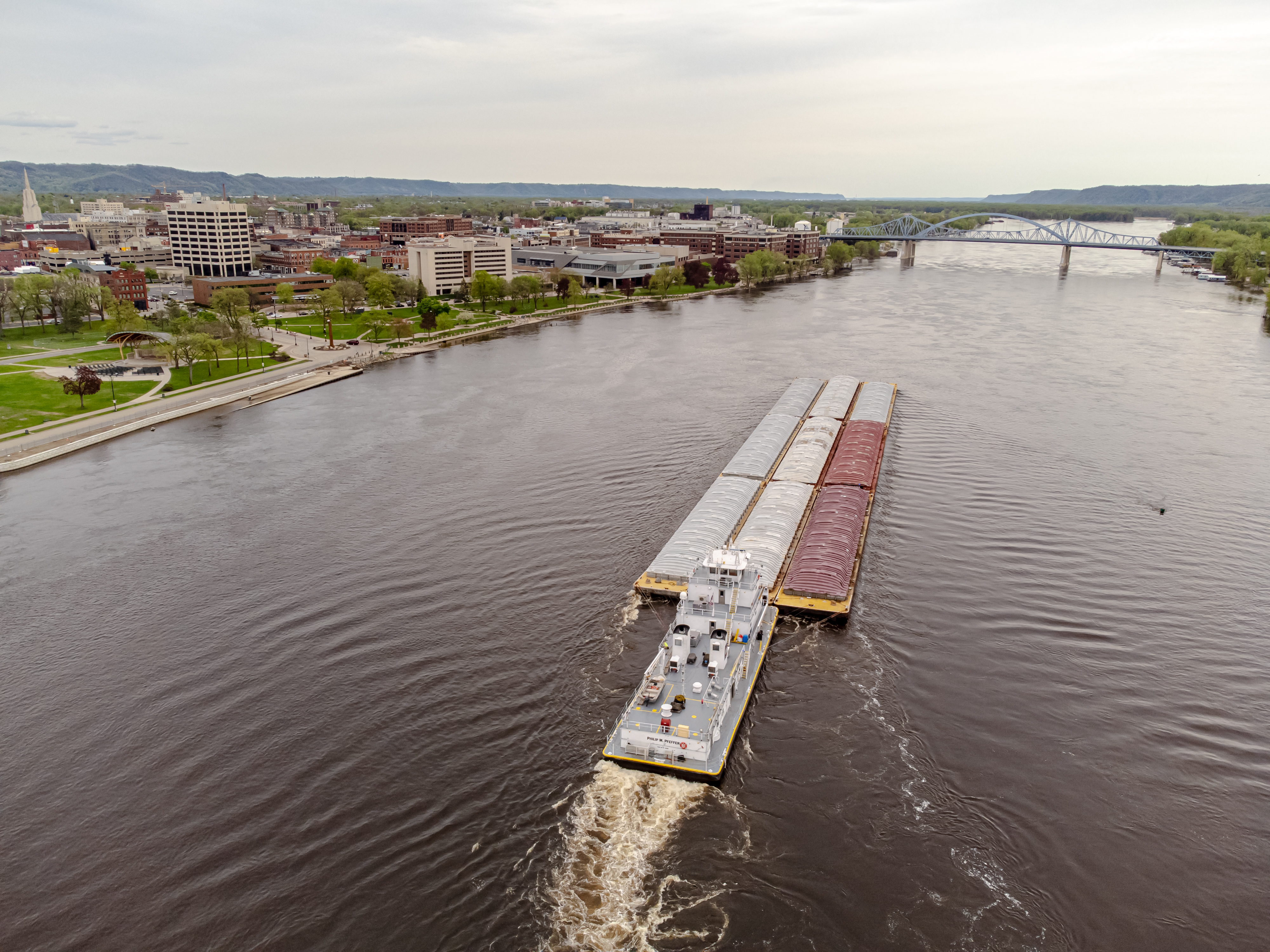
Convoi împins de barje 3x3 cu nouă unități care trece prin La Crosse, Wisconsin

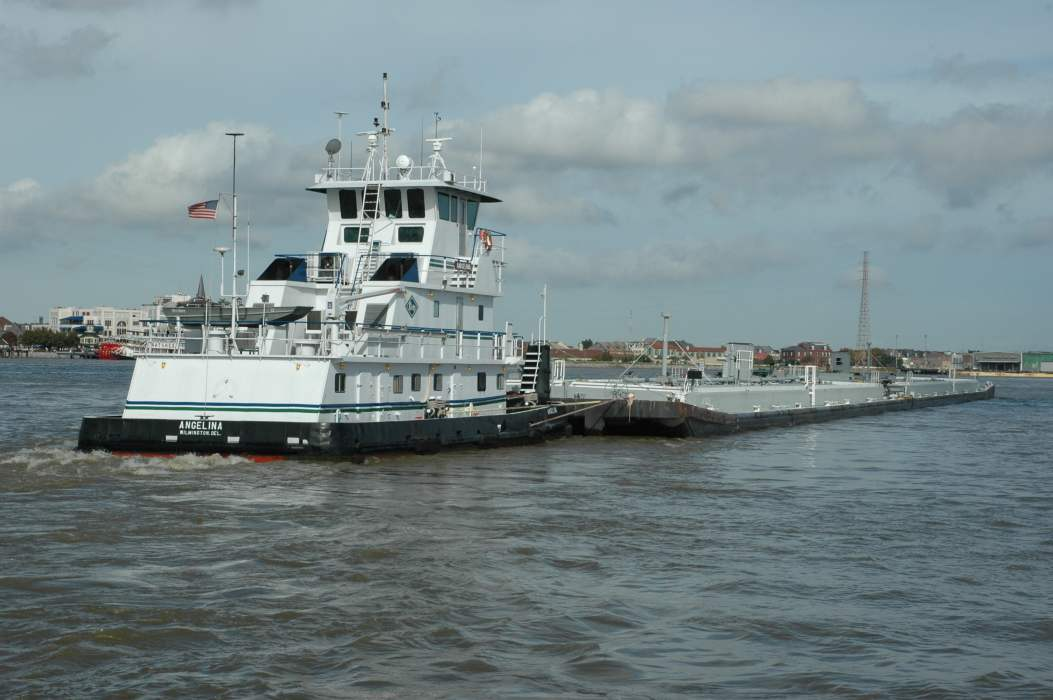
Remorcherul Angelina împinge două barje încărcate în New Orleans.

Un împingător este o navă special concepută pentru împingerea convoaielor de șlepuri sau de barje. Aceste nave sunt caracterizate printr-o provă pătrată, un pescaj redus și, de obicei, au plăci mari montate pe prova pentru împingerea șlepurilor de diferite înălțimi. Aceste bărci operează de obicei pe râuri și pe căile navigabile interioare. Mai multe șlepuri (până la câteva zeci acolo unde calea navigabilă permite) legate împreună sunt denumite un „convoi”. Multe dintre aceste nave, în special cele folosite pe distanțe lungi, includ spații de locuit pentru echipaj.

## Mărime

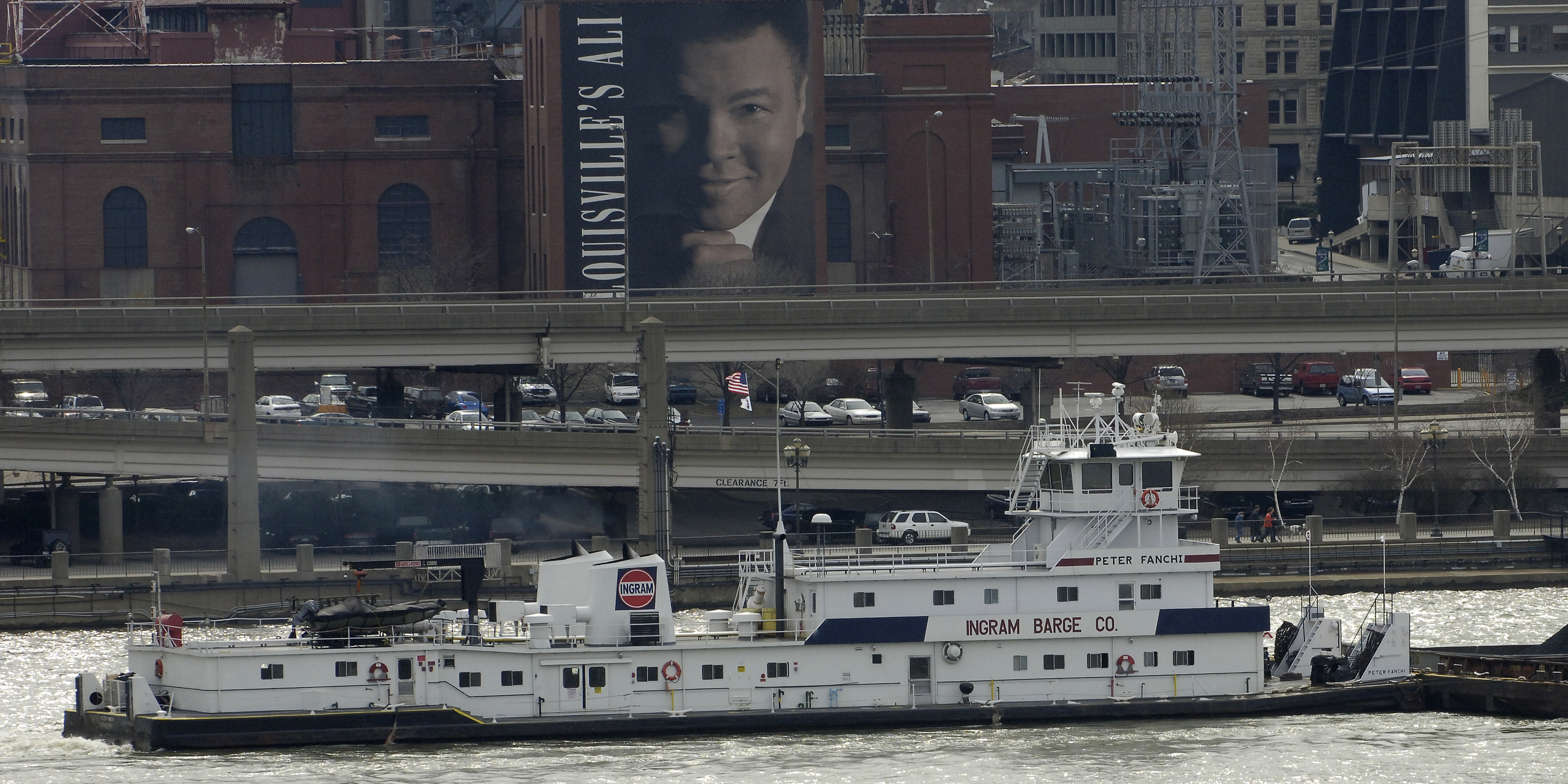
Împingătorul Peter Fanchi spre sud, pe râul Ohio, la Louisville, Kentucky

Puterea motorului împingătorului variază de la mai puțin de 600 cai putere (447 kW) până la 11.100 cai putere (8.277 kW) . Majoritatea împingătoarelor au între 10 și 60 m lungime și între 6 și 17 m lățime.
Împingătoarele ce operează transporturi între porturi funcționează 24/7 și au cele mai noi echipamente de navigație, cum ar fi radar color, sisteme GPS, hărți electronice fluviale și comunicații radio specializate.

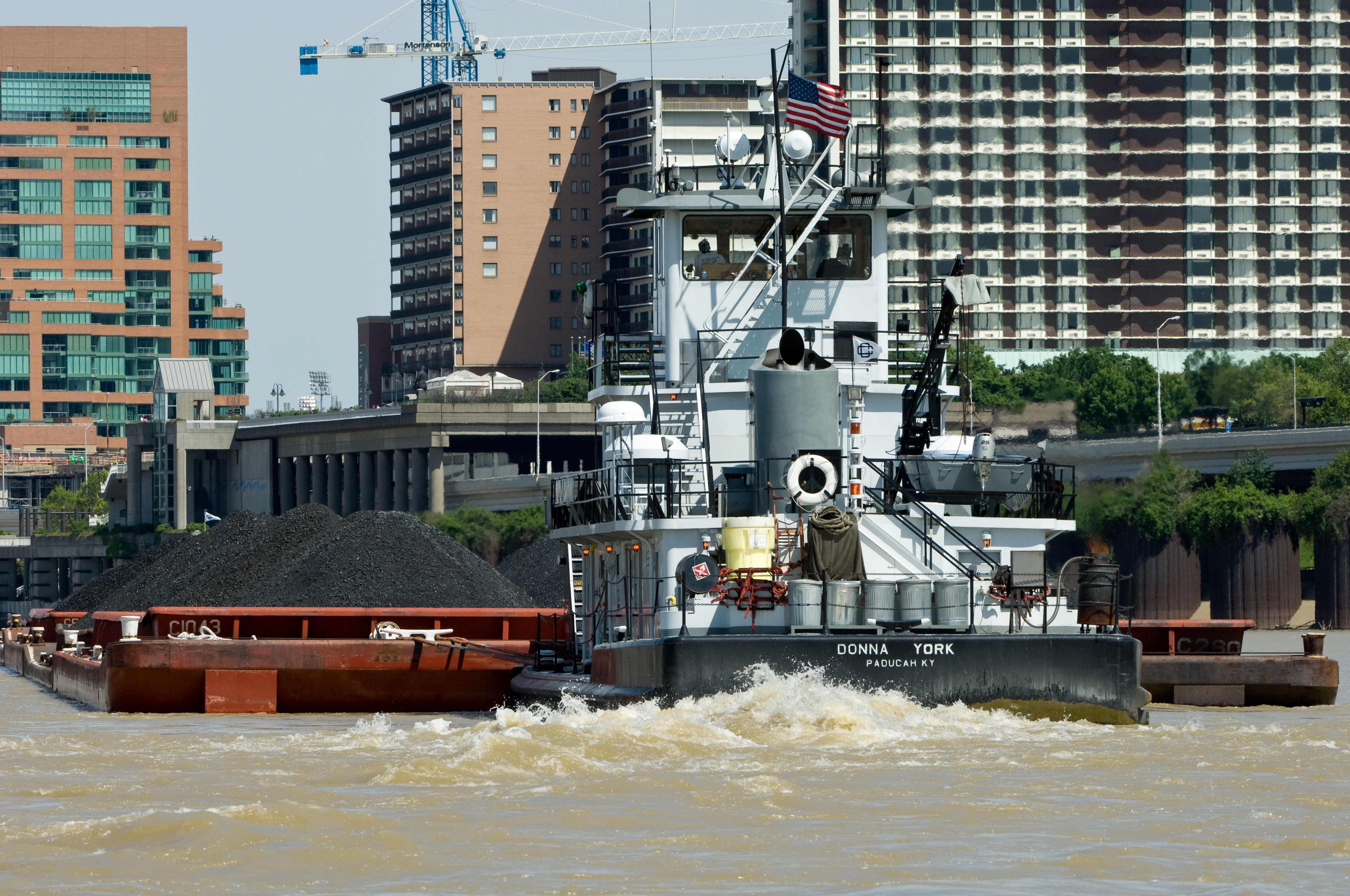
Donna York împingând șlepuri de cărbune în amonte pe râul Ohio la Louisville, Kentucky

## Istorie

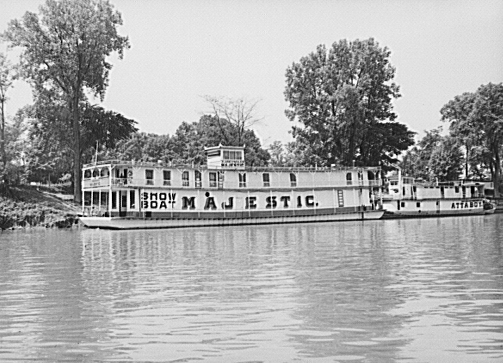
Barca de spectacol Majestic împinsă de împingătorul său Attaboy

Termenul de împingător provine din zilele navelor cu aburi, când utilitatea bărcilor cu aburi a început să scadă și pentru a supraviețui au început să „tracteze” șlepuri de lemn pentru a câștiga venituri suplimentare. În cele din urmă, expansiunea căilor ferate în urma războiului civil american a pus capăt erei bărcilor cu aburi în SUA.
În secolul al XIX-lea, împingătoarele au fost folosite pentru a împinge bărcile de spectacol, cărora le lipseau motoarele cu abur pentru a elibera spațiu pentru o sală de teatru.